# Got Me Under Pressure
«Got Me Under Pressure» (с англ. — «Держит меня под давлением») — шестнадцатый сингл американской блюз-рок-группы ZZ Top, второй сингл альбома Eliminator. Входит в десятку ключевых для группы песен по мнению коллектива обозревателей журнала Rolling Stone.

## О песне
Сингл записывался в 1983 году в ходе работы над альбомом Eliminator. Линден Хадсон, внештатный звукооператор группы, утверждает, что эту песню сочинил и записал он вместе с Билли Гиббонсом: последний сочинил текст и исполнил гитарную партию, а Хадсон наложил драм-машину и синтезаторный бас. По утверждению Хадсона, остальные участники группы не принимали в сочинении песни никакого участия: собственно вклад в подготовку материала для всего альбома Хилла и Бирда если и был, то минимальный. Дэвид Блэйни, историограф ZZ Top (долгое время работавший в группе по его словами «ответственным за всё») в своей книге тоже подтверждает это, описывая сцену, когда в студию прибыл продюсер группы Билл Хэм и попросил сыграть эту песню, название которой переводится как «Держать под давлением, держать в напряжении». Бирд и Хилл посмотрели на Хэма «как на дурачка»: «Что за чертовщину ты несёшь, сыграть с напряжением? Мы всегда выкладываемся по полной»
Об участии Хадсона в подготовке альбома
Текст песни повествует о девушке, которая «держит в напряжении» своего приятеля, от имени которого исполняется песня. Билли Гиббонс в 1985 году сказал, что эта песня не о его девушке и к счастью, он не испытывает такого рода давления, напряжения. Слова Гиббонса объяснимы, поскольку из текста вытекает, что в песне речь идёт о домине («женщине, исповедующий нетрадиционный сексуальный стиль»).
Билли Гиббонс никогда не объясняет, как он познакомился с высокомерной доминатрикс-кокаинисткой в хите Eliminator «Got Me Under Pressure», потому что она довела его до такого стресса. Все, на что он способен, — это пытаться не отставать от ее пристрастий к французской еде, художественным музеям и сексу в машинах, не снимая плаща London Fog. К тому времени, когда он готов к перерыву (в бридже песни) он уже ожидает, что она изобьёт его и бросит в канаве, когда он скажет ей, что всё кончено.
Оригинальный текст (англ.)Billy Gibbons never explains how he hooked up with a hoity-toity dominatrix cokehead in the Eliminator hit “Got Me Under Pressure,” because she got him so stressed out. All he’s capable of is trying to keep up with her predilections for French food, art museums, and having sex in cars while wearing London Fog slickers. By the time he’s ready for a break, in the song’s bridge, he expects her to beat him up and leave him in a ditch when he tells her it’s over

Музыкально песня не в полной мере вписывается в новый стиль альбома: «перегретая отсылка к более ранним работам, с Билли Гиббонсом, сварганившим кое-какие классические блюзовые проходы». Один из обозревателей по этой же причине счёл её худшей на альбоме: «На самом деле только одна песня на альбоме которая звучит ужасающе не в тренде. Это звук ZZ Top, которые пытались сделать его жёстче, но получился диско-метал пшик».
Песня была выпущена только в формате промосингла в 1983 году, добралась до 18-го места позиции в Hot Mainstream Rock Tracks.

## Участники записи
- Билли Гиббонс — гитара, вокал
- Дасти Хилл — бас-гитара
- Фрэнк Бирд — ударные, перкуссия

Технический состав:
- Билл Хэм — музыкальный продюсер
- Терри Мэннинг — звукооператор